# Zyprischer Fußballpokal 1972/73
Der Zyprische Fußballpokal 1972/73 war die 31. Austragung des zyprischen Pokalwettbewerbs. Er wurde vom zyprischen Fußballverband ausgetragen. Das Finale fand am 17. Juni 1973 im GSP-Stadion von Nikosia statt.
Pokalsieger wurde APOEL Nikosia. Das Team setzte sich im Finale gegen Pezoporikos Larnaka durch. Da APOEL auch die Meisterschaft gewann, qualifizierte sich der unterlegene Pokalfinalist für den Europapokal der Pokalsieger 1973/74.
Alle Begegnungen wurden in einem Spiel ausgetragen. Bei unentschiedenem Ausgang wurde das Spiel um zweimal 15 Minuten verlängert. Stand danach kein Sieger fest, folgte ein Wiederholungsspiel auf des Gegners Platz. Endete auch dies unentschieden, gab es eine Verlängerung und gegebenenfalls ein Elfmeterschießen.

## Teilnehmer
| First Division (14)                                                                                                 | First Division (14) | Second Division (14) | Second Division (14) | Third Division (8)                                                | Third Division (8)                                                                   |
| --- | --- | --- | --- | ----------------------------------------------------------------- | ------------------------------------------------------------------------------------ |
| - Alki Larnaka - AEL Limassol - Anorthosis Famagusta - APOEL Nikosia - Apollon Limassol - Aris Limassol - ASIL Lysi | - Digenis Akritas Morphou - Enosis Neon Paralimni - EPA Larnaka - Evagoras Paphos - Nea Salamis Famagusta - Olympiakos Nikosia - Pezoporikos Larnaka | - AEK Famagusta - AEM Morphou - APOP Paphos - Chalkanoras Idaliou - ENAD Ayiou Dometiou - Ethnikos Achnas - Ethnikos Asteras Limassol | - Ethnikos Assia - Keravnos Strovolou - Omonia Aradippou - Orfeas Nikosia - Othellos Athienou - PAEEK Kyrenia - Panthenon Zodeia | - AEK Karava - AEK Kythreas - Iraklis Gerolakkou - Doxa Katokopia | - ENAZ Agia Zoni Limassol - Ermis Aradippou - Faros Akropolis - Neos Aionas Trikomou |

## Vorrunde
In dieser Runde spielten nur die acht Teams der Third Division.
|                      | Ergebnis |                         |
| -------------------- | -------- | ----------------------- |
| Doxa Katokopia       | 0:2      | Ermis Aradippou         |
| Iraklis Gerolakkou   | 0:1      | ENAZ Agia Zoni Limassol |
| AEK Karava           | 0:3      | AEK Kythreas            |
| Neos Aionas Trikomou | 1:0      | Faros Akropolis         |

## 1. Runde
In dieser Runde stiegen die 14 Teams der First Division und 14 Teams der Second Division ein.
|                           | Ergebnis  |                         |
| ------------------------- | --------- | ----------------------- |
| AEK Famagusta             | 3:4       | APOEL Nikosia           |
| AEL Limassol              | 2:0       | Ethnikos Achnas         |
| Alki Larnaka              | 4:1       | Orfeas Nikosia          |
| Anorthosis Famagusta      | 4:0       | Othellos Athienou       |
| Apollon Limassol          | 2:0       | Digenis Akritas Morphou |
| APOP Paphos               | 2:3       | Chalkanoras Idaliou     |
| Omonia Aradippou          | 0:3       | Enosis Neon Paralimni   |
| Ethnikos Asteras Limassol | 1:1 n. V. | AEK Kythreas            |
| ENAD Ayiou Dometiou       | 1:4       | PAEEK Kyrenia           |
| Ermis Aradippou           | 0:1       | ENAZ Agia Zoni Limassol |
| Evagoras Paphos           | 2:1       | ASIL Lysi               |
| Keravnos Strovolou        | 1:1 n. V. | Ethnikos Assia          |
| Neos Aionas Trikomou      | 0:1       | Aris Limassol           |
| Olympiakos Nikosia        | 1:1 n. V. | EPA Larnaka             |
| Panthenon Zodeia          | 0:3       | Nea Salamis Famagusta   |
| Pezoporikos Larnaka       | 9:2       | AEM Morphou             |

### Wiederholungsspiele
|                | Ergebnis |                           |
| -------------- | -------- | ------------------------- |
| AEK Kythreas   | 3:1      | Ethnikos Asteras Limassol |
| Ethnikos Assia | 5:1      | Keravnos Strovolou        |
| EPA Larnaka    | 1:3      | Olympiakos Nikosia        |

## 2. Runde
|                       | Ergebnis  |                         |
| --------------------- | --------- | ----------------------- |
| AEL Limassol          | 1:0       | Apollon Limassol        |
| Aris Limassol         | 3:0       | ENAZ Agia Zoni Limassol |
| Evagoras Paphos       | 0:2       | Alki Larnaka            |
| AEK Kythreas          | 0:0 n. V. | Anorthosis Famagusta    |
| PAEEK Kyrenia         | 0:3       | APOEL Nikosia           |
| Enosis Neon Paralimni | 3:1       | Ethnikos Assia          |
| Nea Salamis Famagusta | 0:2       | Pezoporikos Larnaka     |
| Chalkanoras Idaliou   | 1:3       | Olympiakos Nikosia      |

### Wiederholungsspiel
|                      | Ergebnis |              |
| -------------------- | -------- | ------------ |
| Anorthosis Famagusta | 5:0      | AEK Kythreas |

## Viertelfinale
|                    | Ergebnis |                       |
| ------------------ | -------- | --------------------- |
| AEL Limassol       | 0:2      | Pezoporikos Larnaka   |
| APOEL Nikosia      | 2:1      | Alki Larnaka          |
| Aris Limassol      | 2:0      | Enosis Neon Paralimni |
| Olympiakos Nikosia | 2:0      | Anorthosis Famagusta  |

## Halbfinale
|                    | Ergebnis |                     |
| ------------------ | -------- | ------------------- |
| APOEL Nikosia      | 1:0      | Aris Limassol       |
| Olympiakos Nikosia | 0:1      | Pezoporikos Larnaka |

## Finale
| Paarung             | APOEL Nikosia – Pezoporikos Larnaka |
| Ergebnis            | 1:0 (1:0) |
| Datum               | 17. Juni 1973 |
| Stadion             | GSP-Stadion, Nikosia |
| Schiedsrichter      | Jackson ( England) |
| Tore                | 1:0 Andreas Stylianou (12.) |
| APOEL Nikosia       | Irodotos Koupanos – Tsiripillis, Michalakis Kolokasis, Nikos Pantziaras – Odysseas Athanatos, Stefanis Michail, Leonidas Leonidou, Stavros Paraskevas (Loizos Karagiannis) – Andros Miamiliotis, Andreas Stylianou, Nikos Kritikos (70. Christos Timotheou) |
| Pezoporikos Larnaka | Kiriakidis – Iakovou, Stelios, Filippou – Kallis, Leonidas, Kounnidis, Stavros Papadopoulos – Menelaos Asprou „Melis“, Dafy (Pantelidis), Lazaros Iakovou (Sergis)                                                                                          |